# Schlagsbach
Der Schlagsbach ist ein drei Kilometer langer und rechter Zufluss des Gundbachs im hessischen Landkreis Offenbach. Er fließt ausschließlich durch den Dreieicher Stadtteil Sprendlingen und entwässert über den Gundbach und den Schwarzbach in den Rhein.

## Name
Der Name stammt von dem Sprendlinger Schlag am heutigen Wilhelmsplatz. Der Begriff „Schlag“ stammt von Schlagbaum und bezeichnete hier die Querung der aus dem Mittelalter stammenden Dreieicher Ringlandwehr in Richtung Frankfurt am Main. Vergleichbare Querungen gab es auch an weiteren Stellen der Ringlandwehr und eine ist für die Villenkolonie Buchschlag namensgebend geworden. Der nördliche Teil dieser Ringlandwehr folgte in Sprendlingen dem Schlagsbach. Die Ufer des Bachs waren an dieser Stelle beidseitig mit Wällen aufgeschüttet und dichten Hecken bepflanzt.

## Geographie

### Verlauf
Der Schlagsbach entspringt im östlichen Teil von Dreieich-Sprendlingen, leicht östlich der Bundesautobahn 661. Der in Karten eingezeichnete Durchlass unter der A 661 besteht nach Angaben des Heimatforschers Wilhelm Ott jedoch nicht. Stattdessen hat der ebenfalls östlich der A661 entspringende und nördlich des Schlagbachs liegende Schlagsbachgraben einen Durchlass unter der Autobahn und speist stattdessen den westlich der Autobahn verlaufenden Bach.
Westlich der A 661 verläuft der Schlagsbach durch das Naturschutzgebiet Oberwiesen von Sprendlingen mit seinen vorwiegenden Feuchtwiesen und bildet in etwa eine Grenze zwischen den Wiesen und angrenzenden Gewerbegebiet Nordpark. An den meisten Stellen ist der Bachlauf unzugänglich. Zum Schluss verläuft er parallel zur Straße „Am Schlagsbach“ und wird vor der querenden Offenbacher Straße in den Untergrund geleitet. Der unterirdische Verlauf führt durch den nördlichen Teil Sprendlingens und ist nicht öffentlich dokumentiert. Bis in die 1960er Jahre verlief er noch oberirdisch entlang der Fichtestraße.
Westlich der Fichtestraße kommt der Schlagsbach am Landschaftsschutzgebiet Baierhansenwiesen wieder an das Tageslicht. Dort wird er zunächst in einen Angelteich geleitet, der früher als Regenrückhaltebecken diente. Anschließend führt der Bach in einem renaturierten Bett oberirdisch fast bis zu Grenze von Buchschlag. Auf den letzten Metern fließt er durch Privatgrundstücke, wird zum Schluss noch einmal unterirdisch geführt und entlässt sein Wasser durch ein Rohr in den Hengstbach, der im weiteren Verlauf als Gundbach bekannt ist.

## Biosphäre
An gleich zwei Stellen bietet der Schlagsbach Raum für wertvolle Biotope: Im Naturschutzgebiet Sprendlinger Oberwiesen existieren Feucht- und Magerwiesen, Hochstaudenfluren, Schilfbestände und Erlen- sowie Weidengehölze, die Lebensraum für gefährdete Tiere und Pflanzen bieten.
Im Landschaftsschutzgebiet Baierhansenwiesen stehen vor allem Pflanzen im Fokus: Typische Pflanzen stehender Gewässer wie Sumpf-Schwertlilie und der Gewöhnliche Ufer-Wolfstrapp oder am Gewässerrand, bereits oberhalb der Wasserlinie, der Kriechende Hahnenfuß und das nicht vom stehenden Wasser abhängige Echte Johanniskraut.